# 玛丽·泰森-拉彭
玛丽·泰森-拉彭（英語：Mary Theisen-Lappen，1990年11月3日—），美国女子举重运动员，2023年世界举重锦标赛女子87公斤以上级银牌得主、2023年泛美运动会女子81公斤以上级金牌得主。